# Sophrops striata
Sophrops striata är en skalbaggsart som beskrevs av Brenske 1892. Sophrops striata ingår i släktet Sophrops och familjen Melolonthidae. Inga underarter finns listade i Catalogue of Life.